# Swisscom Challenge 2004
Swisscom Challenge 2004, також відомий під назвою Zurich Open, — жіночий тенісний турнір, що проходив на закритих кортах з твердим покриттям Schluefweg у Цюриху (Швейцарія). Належав до турнірів 1-ї категорії в рамках Туру WTA 2004. Відбувсь удвадцятьперше і тривав з 17 до 24 жовтня 2004 року. Несіяна Алісія Молік здобула титул в одиночному розряді й отримала 189 тис. доларів США.

## Фінальна частина

### Одиночний розряд
Алісія Молік —  Марія Шарапова 4–6, 6–2, 6–3
- Для Молік це був 2-й титул в одиночному розряді за рік і 3-й — за кар'єру.

### Парний розряд
Кара Блек /  Ренне Стаббс —  Вірхінія Руано Паскуаль /  Паола Суарес 6–4, 6–4